# Benjamin Harrison
Benjamin Harrison (født 20. august 1833, død 13. marts 1901) var USA's 23. præsident, fra 1889 til 1893.

## Familie
Benjamin Harrisons bedstefar var William Henry Harrison, USA's niende præsident. Benjamins far var John Scott Harrison, som var medlem af kongressen. 
Benjamin Harrison var gift med Caroline Scott Harrison. Hun var datter af en presbyteriansk prædikant.

## Udenrigspolitik
Harrison byggede videre på Rutherford B. Hayes og Grover Clevelands ekspansionistiske eller imperialistiske politik overfor Latinamerika. Harrison sendte i 1890 amerikanske soldater til Argentina for at beskytte amerikanske interesser i Buenos Aires, og i 1891 var marinesoldater fra USA i kampe med nationalt orienteret oprørere i Chile. I 1891 sendte Harrison soldater ind for at slå et oprør ned blandt sorte arbejdere på øen Navassa som USA havde erklæret som deres territorium.

## Udnævnelser til Højesteret
- David J. Brewer, 1890
- Henry B. Brown, 1891
- George Shiras Jr, 1892
- Howell E. Jackson, 1893